# Nederländerna runt
Nederländerna runt, på nederländska Ronde van Nederland, var ett nederländskt etapplopp i landsvägscykling. Första upplagan kördes 1948 och tävlingen hölls årligen i augusti från 1975 tills den lades ner inför starten av UCI ProTour, då den 2005 ersattes av Eneco Tour (sedan 2023 kallad Renewi Tour). Från 1999 klassificerades loppet som 2.1 av UCI.
Fram till och med mitten av 1960-talet gick loppet vanligen under sju eller åtta tävlingsdagar (som minst fem, som mest tio), men efter ett nioårigt uppehåll, reducerades detta till fem eller sex dagar (1983 endast tre dagar) vid återupptagandet 1975. Flest etappsegrar, tolv stycken, nådde nederländske Vim van Est under åren 1948-1960. Tio etapper vanns av nederländaren Jelle Nijdam från 1986 till 1995.

## Segrare
1948  Emiel Rogiers
1949  Gerrit Schulte
1950  Henk Lakeman
1951  Jean Bogaerts
1952  Wim van Est
1953 ingen tävling
1954  Wim van Est
1955  Piet Haan
1956  Rik Van Looy
1957  Rik Van Looy
1958  Piet van Est
1959 ingen tävling
1960  Peter Post
1961  Dick Enthoven
1962 ingen tävling
1963  Lex van Kreuningen
1964 ingen tävling
1965  Jan Janssen
1966-1974 ingen tävling
1975  Joop Zoetemelk
1976  Gerrie Knetemann
1977  Bert Pronk
1978  Johan van der Velde
1979  Jan Raas
1980  Gerrie Knetemann
1981  Gerrie Knetemann
1982  Bert Oosterbosch
1983  Adri van Houwelingen
1984  Johan Lammerts
1985  Eric Vanderaerden
1986  Gerrie Knetemann
1987  Teun van Vliet
1988  Thierry Marie
1989  Laurent Fignon
1990  Jelle Nijdam
1991  Frans Maassen
1992  Jelle Nijdam
1993  Erik Breukink
1994  Jesper Skibby
1995  Jelle Nijdam
1996  Rolf Sørensen
1997  Erik Dekker
1998  Rolf Sørensen
1999  Serhij Hontsjar
2000  Erik Dekker
2001  Léon van Bon
2002  Kim Kirchen
2003  Vjatjeslav Jekimov
2004  Erik Dekker